# Espectroscòpia Raman millorada en superfície

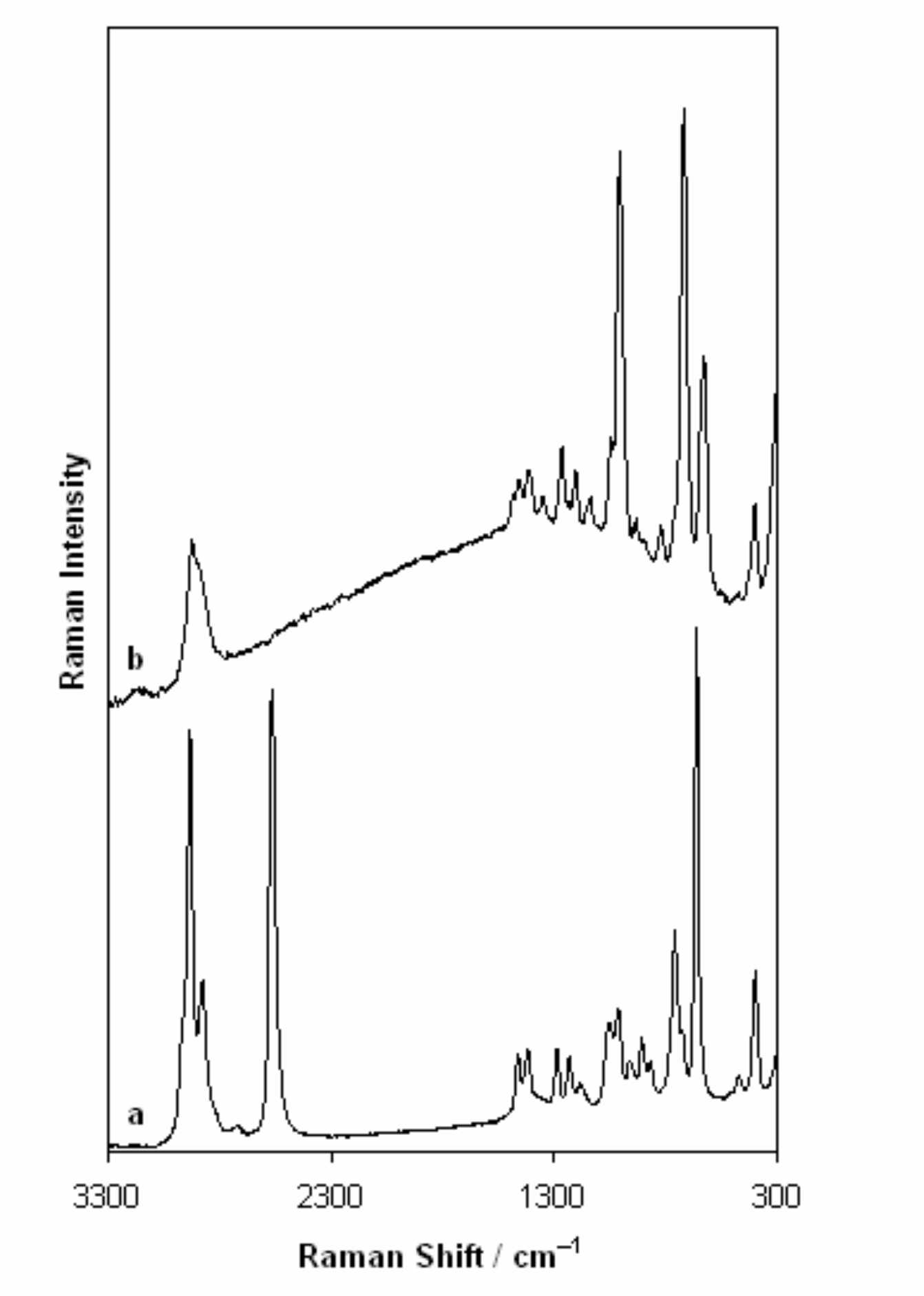
Espectre Raman de 2-mercaptoetanol líquid (a sota) i espectre SERS de monocapa de 2-mercaptoetanol format sobre plata rugosa (a dalt). Els espectres s'escalen i es desplacen per a més claredat. És visible una diferència en les regles de selecció: algunes bandes només apareixen a l'espectre Raman de fase massiva o només a l'espectre SERS.

L'espectroscòpia Raman millorada a la superfície o la dispersió Raman millorada a la superfície (SERS) és una tècnica sensible a la superfície que millora la dispersió Raman per molècules adsorbides sobre superfícies metàl·liques rugoses o per nanoestructures com els nanotubs de sílice plasmònic-magnètic. El factor de millora pot ser de 1010 a 1011, la qual cosa significa que la tècnica pot detectar molècules individuals.

## Història
Martin Fleischmann, Patrick J. Hendra i A. James McQuillan al Departament de Química de la Universitat de Southampton, Regne Unit, el 1973, van observar el SERS de la piridina adsorbida sobre plata rugosa electroquímicament Aquesta publicació inicial ha estat citada més de 6000 vegades. El 40è aniversari de la primera observació de l'efecte SERS ha estat marcat per la Royal Society of Chemistry amb l'atorgament d'una placa National Chemical Landmark a la Universitat de Southampton. El 1977, dos grups van assenyalar de manera independent que la concentració d'espècies de dispersió no podia explicar el senyal millorat i cadascun va proposar un mecanisme per a la millora observada. Les seves teories encara s'accepten per explicar l'efecte SERS. Jeanmaire i Richard Van Duyne van proposar un efecte electromagnètic, mentre que Albrecht i Creighton van proposar un efecte de transferència de càrrega. Rufus Ritchie, de la Divisió d'Investigació de Ciències de la Salut del Laboratori Nacional d'Oak Ridge, va predir l'existència del plasmó superficial.

## Mecanismes
El mecanisme exacte de l'efecte de millora de SERS encara és un tema de debat a la literatura. Hi ha dues teories principals i, tot i que els seus mecanismes difereixen substancialment, distingir-les experimentalment no ha estat senzill. La teoria electromagnètica proposa l'excitació de plasmons de superfície localitzats, mentre que la teoria química proposa la formació de complexos de transferència de càrrega. La teoria química es basa en l'espectroscòpia Raman de ressonància, en la qual la coincidència de freqüència (o ressonància) de l'energia del fotó incident i la transició d'electrons millora molt la intensitat de dispersió Raman. La investigació del 2015 sobre una extensió més potent de la tècnica SERS anomenada SLIPSERS (Slippery Liquid-Infused Porous SERS) ha donat suport encara més a la teoria EM.

### Teoria electromagnètica
L'augment de la intensitat del senyal Raman per als adsorbats en superfícies particulars es produeix a causa d'una millora en el camp elèctric proporcionat per la superfície. Quan la llum incident de l'experiment colpeja la superfície, els plasmons de superfície localitzats s'exciten. La millora del camp és més gran quan la freqüència del plasmó, ω p, està en ressonància amb la radiació ({\displaystyle \omega =\omega _{p}/{\sqrt {3}}} per a partícules esfèriques). Perquè es produeixi la dispersió, les oscil·lacions del plasmó han de ser perpendiculars a la superfície; si estan en el pla amb la superfície, no es produirà cap dispersió. És a causa d'aquest requisit que normalment s'utilitzen superfícies rugoses o disposicions de nanopartícules en experiments SERS, ja que aquestes superfícies proporcionen una àrea on es poden produir aquestes oscil·lacions col·lectives localitzades. La millora del SERS es pot produir fins i tot quan una molècula excitada està relativament allunyada de la superfície que allotja nanopartícules metàl·liques que permeten fenòmens plasmons de superfície.
La llum incident a la superfície pot excitar una varietat de fenòmens a la superfície, però la complexitat d'aquesta situació es pot minimitzar amb superfícies amb característiques molt més petites que la longitud d'ona de la llum, ja que només la contribució dipolar serà reconeguda pel sistema. El terme dipolar contribueix a les oscil·lacions del plasmó, la qual cosa condueix a la millora. L'efecte SERS és tan pronunciat perquè la millora del camp es produeix dues vegades. En primer lloc, la millora del camp augmenta la intensitat de la llum incident, que excitarà els modes Raman de la molècula que s'està estudiant, augmentant per tant el senyal de la dispersió Raman. El senyal Raman s'amplia encara més per la superfície a causa del mateix mecanisme que va excitar la llum incident, donant lloc a un augment més gran de la sortida total. En cada etapa, el camp elèctric augmenta com a E 2, per a una millora total de E4.
La millora no és igual per a totes les freqüències. Per a aquelles freqüències per a les quals el senyal Raman només es desplaça lleugerament de la llum incident, tant la llum làser incident com el senyal Raman poden estar prop de la ressonància amb la freqüència del plasmó, donant lloc a la millora E 4. Quan el canvi de freqüència és gran, la llum incident i el senyal Raman no poden estar tots dos en ressonància amb ω p, per tant, la millora en ambdues etapes no pot ser màxima.
L'elecció del metall superficial també està dictada per la freqüència de ressonància plasmònica. La radiació visible i infraroja propera (NIR) s'utilitzen per excitar els modes Raman. La plata i l'or són metalls típics per als experiments SERS perquè les seves freqüències de ressonància plasmònica es troben dins d'aquests rangs de longitud d'ona, proporcionant una millora màxima per a la llum visible i NIR. L'espectre d'absorció del coure també es troba dins del rang acceptable per als experiments SERS. Les nanoestructures de platí i pal·ladi també mostren ressonància plasmònica dins de les freqüències visibles i NIR.

## Aplicacions
Els substrats SERS s'utilitzen per detectar la presència de biomolècules de baixa abundància i, per tant, poden detectar proteïnes en fluids corporals. La detecció precoç de biomarcadors de càncer de pàncrees es va aconseguir mitjançant l'enfocament d'immunoassaig basat en SERS. S'utilitza una plataforma de detecció de biomarcadors de proteïnes multiplex de base SERS en un xip microfluídic per detectar diversos biomarcadors de proteïnes per predir el tipus de malaltia i biomarcadors crítics i augmentar la possibilitat de diferenciar malalties amb biomarcadors similars com el càncer de pàncrees, el càncer d'ovari i la pancreatitis. Aquesta tecnologia s'ha utilitzat per detectar l'etiqueta d'urea i plasma sanguini lliure en sèrum humà i pot convertir-se en la propera generació en detecció i cribratge de càncer.